# Phaeophilacris chopardacheta
Phaeophilacris chopardacheta är en insektsart som beskrevs av Lucien Chopard 1934. Phaeophilacris chopardacheta ingår i släktet Phaeophilacris och familjen syrsor. Inga underarter finns listade i Catalogue of Life.